# Sev (jezero)
Jezero Sev (arm. Սև լիճ, Sev lich; aze. Qaragöl; oba znače "crno jezero") je jezero na granici između Armenije i Azerbajdžana. Podijeljeno je između pokrajine Sjunik u Armeniji i Lačinskog rajona u Azerbajdžanu, a velika većina jezera nalazi se u Armeniji.

## Topografija
Jezero se nalazi istočno od planine Mets Ishkhanasar na nadmorskoj visini od 2,666 metara, a ima površinu od oko 2 km2. Dugo je 1.6 km, široko 1.2 km, a ima najveću dubinu od 7.5 metara. Voda je hladna i bistra, a jezero nastanjuju sevanske pastrve. Jezerska voda se koristi za navodnjavanje. Nalazi se neposredno uz manje jezero Janlich ili Jinli.

## Prirodni rezervat
Jezero Sev i područje neposredno oko njega zaštićeno su prirodno područje pod nazivom Prirodni rezervat jezera Sev, u pokrajini Sjunik na istočnoj padini Mets Ishkhanasara. Ponovno je stvoren 2001. godine na temelju istoimenog zaštićenog područja, osnovanog 1987. godine. Ima površinu od 240 hektara. Misija zaštićenog područja je očuvati ekosustav jezera Sev.

## Kriza na granici Armenije i Azerbajdžana 2021.
Jezero Sev i okolno područje trenutno su predmet granične krize između Azerbajdžana i Armenije. Dana 12. svibnja 2021. azerbajdžanske trupe ušle su oko 3,5 kma na armenski teritorij u blizini jezera i zauzele obližnju uzvisinu Mets Ishkhanasar. Iako međunarodna granica između Armenije i Azerbajdžana nikada nije formalno iscrtana, karte iz sovjetskog doba pokazuju da se veći dio jezera Sev nalazi na armenskom teritoriju, što bi značilo da bi pokušaj njegovog opkoljavanja bio infiltracija. Točnije, karta Glavnog stožera Oružanih snaga SSSR-a iz 1975. godine, broj J-38-21, u mjerilu 1:100 000, prikazuje jezero Sev s istočnom, zapadnom i južnom obalom na teritoriju Armenske SSR-a, a samo dio sjeverne obale jezera pokriva gotovo 10% jezera u Azerbajdžanskoj SSR-u. Karta također prikazuje susjedno manje jezero Janlich (Jinli) kao u potpunosti armensko područje.

## Vanjske poveznice
|  | Zajednički poslužitelj ima još gradiva o temi Sev (jezero) |